# Boguchwała
Boguchwała [bɔguˈxfawa] ist eine Stadt in Polen in der Woiwodschaft Karpatenvorland. Sie ist Sitz der gleichnamigen Stadt-und-Land-Gemeinde mit etwa 20.000 Einwohnern.

## Geschichte

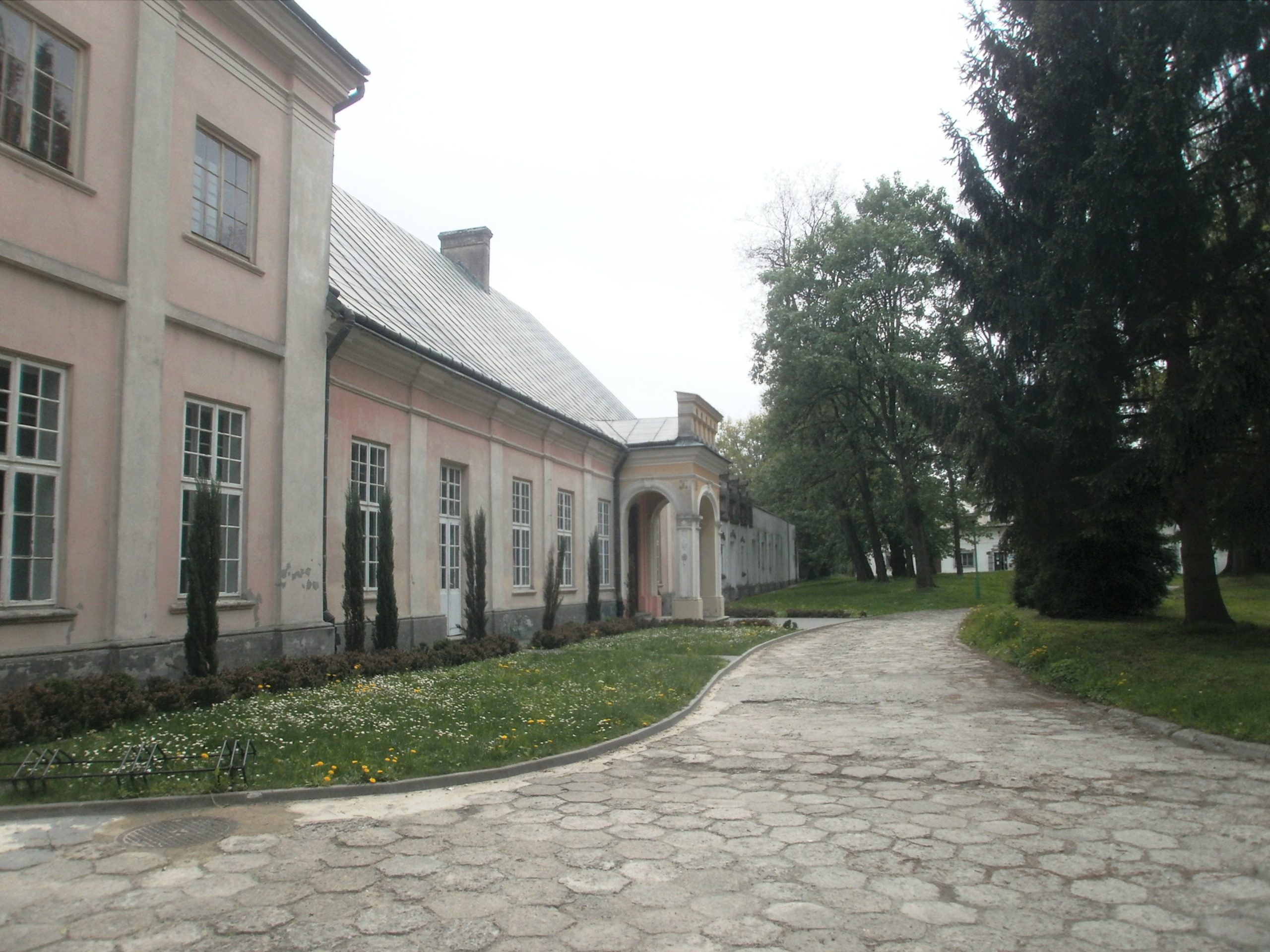
Schloss in Boguchwała (2013)

Die erste urkundliche Erwähnung des Ortes stammt aus dem Jahr 1373. Damals wurde der Ort nach den Besitzern Piotraszówka genannt. 1461 wurde eine hölzerne Kirche errichtet. 1561 wurde die Familie Ligęza neuer Eigentümer der Gegend. 1624 wurde Teil der Stadt, darunter die Holzkirche des Heiligen Andreas, von den Tataren niedergebrannt. 1702 wurde die Gegend und damit auch Piotraszówka von schwedischen Truppen unter Magnus Stenbock im Großen Nordischen Krieg besetzt. 1728 wurde dem Ort durch August II. das Stadtrecht verliehen und die Stadt erhielt ihren heutigen Namen Boguchwała. Bei der ersten Teilung Polens im Jahr 1772 wurde die Stadt Teil Österreichs und verlor ihr Stadtrecht. Nach dem Ersten Weltkrieg wurde Boguchwała Teil des wiederentstandenen Polens. Beim Überfall auf Polen wurde die Stadt am 6. September 1939 von der Wehrmacht besetzt. Nach dem Ende des Zweiten Weltkrieges wurde Boguchwała wieder Teil Polens. Das Dorf wurde Teil der Woiwodschaft Rzeszów, bis diese in einer Verwaltungsreform 1999 aufgelöst wurde und Boguchwała in die Woiwodschaft Karpatenvorland eingegliedert wurde.
Erneutes Stadtrecht erhielt der Ort zum 1. Januar 2008.

## Gemeinde
Die Stadt-und-Land-Gemeinde hat eine Fläche von 89 Quadratkilometern, auf der etwa 20.000 Menschen leben.

## Wirtschaft und Infrastruktur

### Verkehr
Durch Boguchwała führt die Landesstraße 9, zugleich Europastraße 371. Diese führt von Rzeszów nach Barwinek und von dort weiter in die Slowakei. Insgesamt verlaufen etwa acht Kilometer der Landesstraße auf dem Gebiet der Stadt-und-Land-Gemeinde. Hinzu kommen etwa 59 Kilometer Kreisstraße (droga powiatowa).
Boguchwała verfügt über eine Bahnstation an der Bahnstrecke Rzeszów–Jasło.
Der nächste internationale Flughafen ist der Flughafen Rzeszów-Jasionka etwa 15 Kilometer nördlich von Boguchwała.

### Bildung
In der Stadt gibt es die Grundschule Stanisław Maczek (Szkoła Podstawowa im. gen. St. Maczka) sowie eine Mittelschule (gimnazjum).